# Epicampoptera
Epicampoptera is een geslacht van vlinders van de familie eenstaartjes (Drepanidae).

## Soorten
- E. andersoni (Tams, 1925)
- E. carnea (Saalmüller, 1884)
- E. difficilis Hering, 1934
- E. efulena Watson, 1965
- E. erosa (Holland, 1893)
- E. graciosa Watson, 1965
- E. griveaudi Watson, 1965
- E. heringi Gaede, 1927
- E. heterogyna (Hampson, 1914)
- E. ivoirensis Watson, 1965
- E. lumaria Watson, 1965
- E. marantica (Tams, 1930)
- E. notialis Watson, 1965
- E. pallida (Tams, 1925)
- E. robusta Watson, 1965
- E. seydeli Watson, 1965
- E. strandi Bryk, 1913
- E. tamsi Watson, 1965
- E. tumidula Watson, 1965